# Rugbi amb cadira de rodes
El rugbi adaptat o rugbi amb cadira de rodes forma part d'un dels esports Paralímpics d'estiu. Aquesta va néixer a la dècada dels 70 a Canadà.
L’esport que van desenvolupar, que incorpora alguns elements del bàsquet, l’handbol, el voleibol i l’hoquei sobre gel, s’ha convertit des de llavors en un dels més populars entre els espectadors dels Jocs Paralímpics, aquest últims anys s'ha començat a fer més popular ja que permetés als jugadors amb mobilitat reduïda en braços i mans jugar en igualtat de condicions.

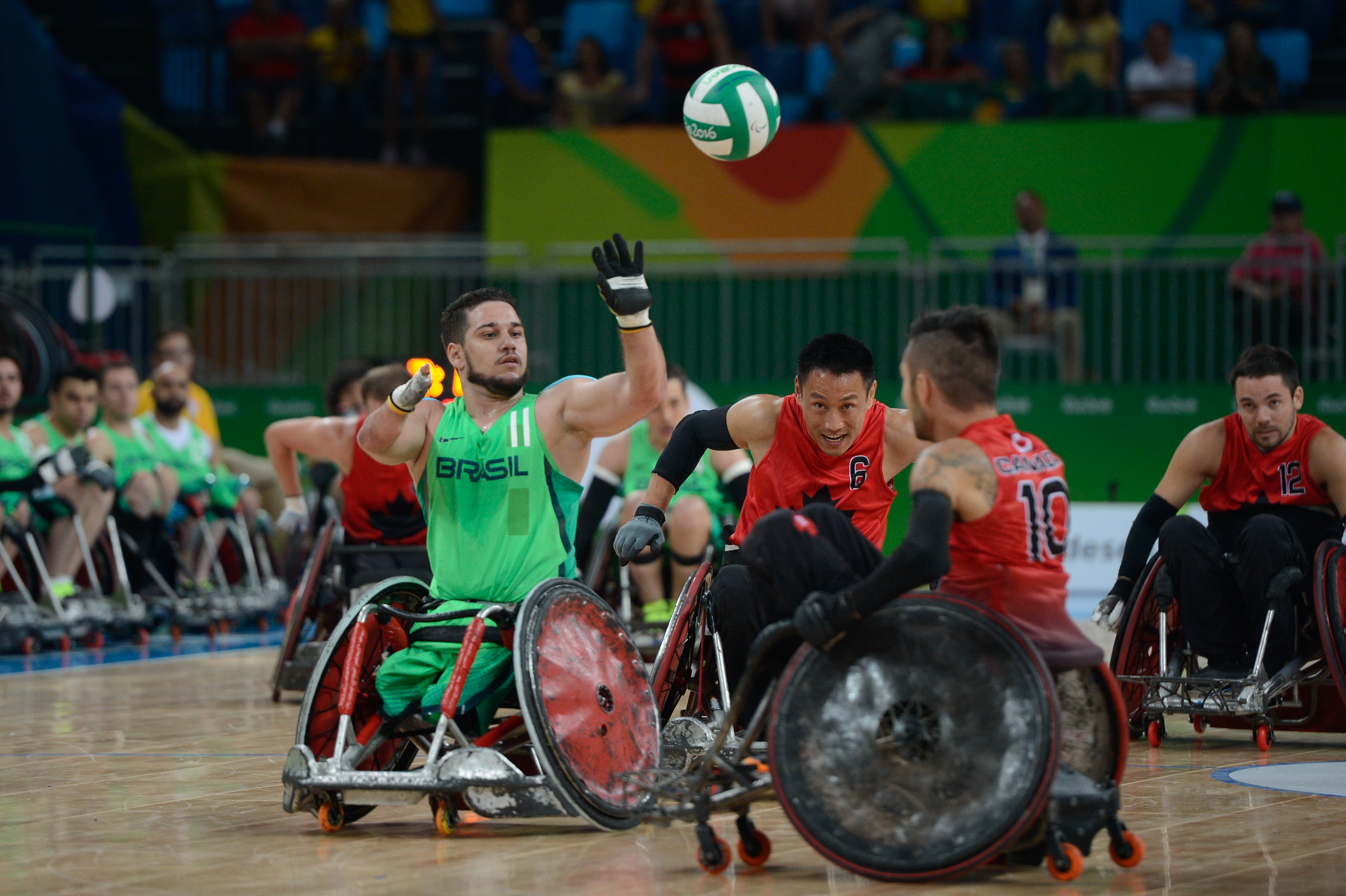
Brasil vs Canadà (Jocs Paralímpics de Rio 2016)

Hi juguen Persones amb lesió medul·lar cervical (tetraplegia) i/o grans discapacitats que afectin a tres o més de les seves extremitats, reduint així les seves funcionalitats sobretot les mans i braços. És juga amb pilota de volei per facilitar-ne l'adaptació.

## Normativa
El format de joc enfronta a 4 jugadors per equip a pista. La puntuació (gol) s’assoleix després que uns dels integrants traspassi la línia d’anotació de l’equip contrari amb la pilota controlada. Els jugadors han de botar o passar la pilota cada 10 segons, tenen 12 segons per creuar la línia de mig camp quan es treu de fons al propi camp i 40 segons en total per anotar un gol. És juguen 4 parts de 8 minuts. És un esport completament mixta on juguen homes i dones. El contacte entre cadires està permès essent l’essència del joc, però el contacte físic entre jugadors no. El xoc entre les cadires de rodes si està permès, però no ho està el contacte físic entre els jugadors. Aquesta disciplina, per tant, requereix competidors dotats de grans dosis d’habilitat i fortalesa.